# Берёзово (Костанайская область)
Берёзово, также Березово (каз. Березово) — упразднённое село в Узункольском районе Костанайской области Казахстана. Ликвидировано в 2014 г. Входило в состав Российского сельского округа. Код КАТО — 396653200.

## Население
В 1999 году население села составляло 156 человек (80 мужчин и 76 женщин). По данным переписи 2009 года, в селе проживало 90 человек (47 мужчин и 43 женщины).